# 立体绘图仪

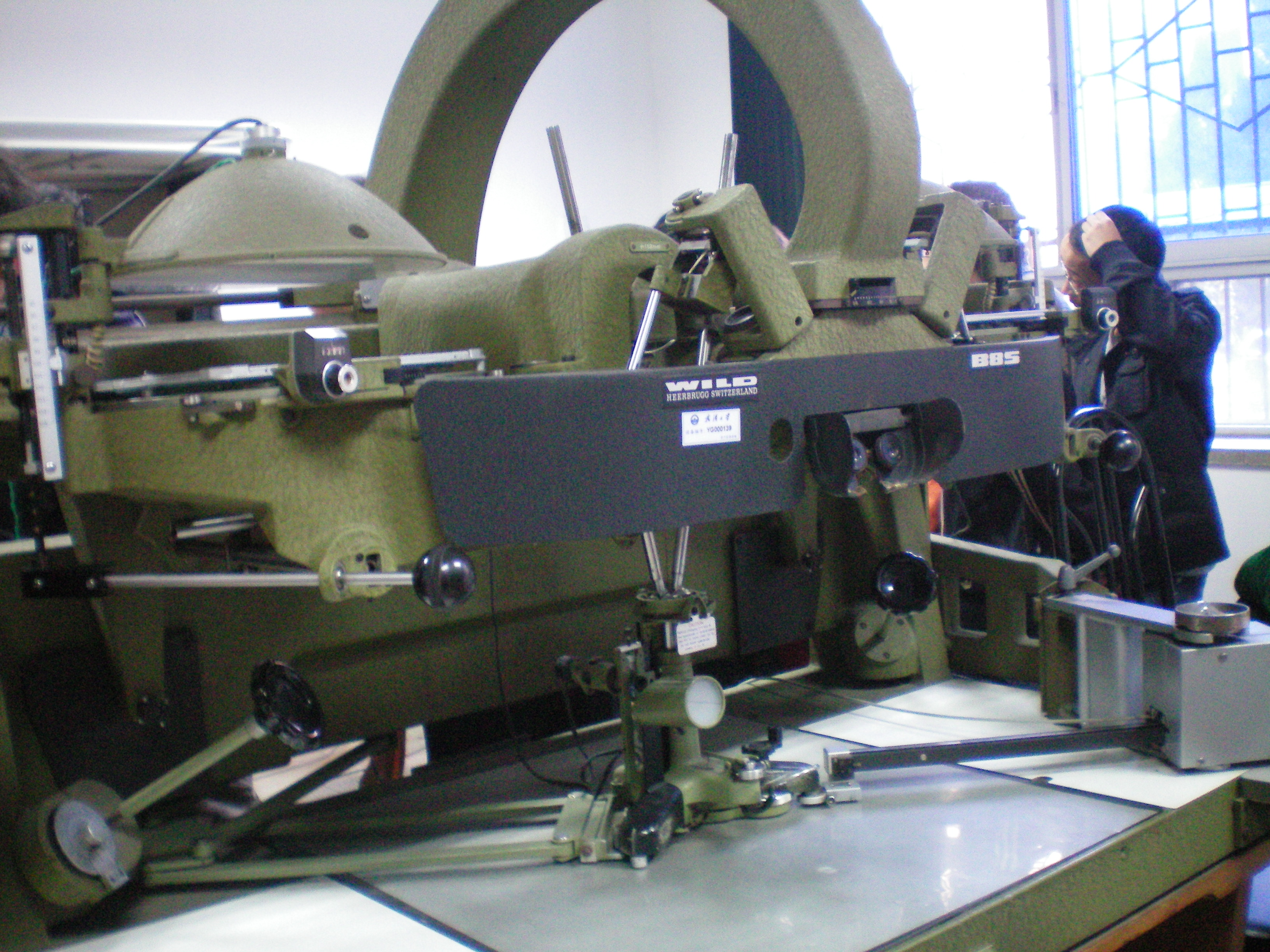
瑞士Wild公司生产的 B8S立体测图仪 ，摄于中国武汉大学。

立体绘图仪是一种使用立体影像绘制地形图等高线的绘图设备，用于摄影测量中模拟摄影过程中立体像片的空间方位、姿态和相互关系。早期的立体绘图仪是一种复杂的光学机械设备，价格昂贵，后随着计算机技术的发展，越来越多的立体测图仪开始与计算机相结合，降低了立体测图仪的价格，客观上推动了摄影测量学的发展。

## 参看
- 摄影测量
- 地形图